# A Long Time Listening
A Long Time Listening är alternativrockbandet Agent Frescos första fullängdsalbum.

## Låtlista
All sångtext är skriven av Arnór Dan Arnarson förutom där det är noterat, alla låtar är komponerade av Þórarinn Guðnason och Arnarson.
| Nr           | Titel                        | Text                      | Längd   |
| ------------ | ---------------------------- | ------------------------- | ------- |
| 1.           | Anemoi                       |                           | 3:27    |
| 2.           | He Is Listening              |                           | 1:05    |
| 3.           | Eyes of a Cloud Catcher      |                           | 4:50    |
| 4.           | Silhouette Palette           |                           | 2:59    |
| 5.           | Of Keen Gaze                 |                           | 3:55    |
| 6.           | Translations                 |                           | 4:15    |
| 7.           | A Long Time Listening        |                           | 7:15    |
| 8.           | In the Dirtiest Deep of Hope |                           | 3:23    |
| 9.           | Yellow Nights                |                           | 2:57    |
| 10.          | Paused                       |                           | 4:14    |
| 11.          | Implosions                   |                           | 4:50    |
| 12.          | Almost at a Whisper          |                           | 1:21    |
| 13.          | Pianissimo                   |                           | 4:46    |
| 14.          | One Winter Sailing           |                           | 3:36    |
| 15.          | Tiger Veil                   |                           | 5:13    |
| 16.          | Above These City Lights      | Arnarson, Langston Hughes | 4:16    |
| 17.          | Tempo                        |                           | 3:51    |
| Total längd: | Total längd:                 | Total längd:              | 1:06:22 |